# Hotel Palace din Ierusalim
Hotel Palace (în ebraică:מלון פאלאס Malon Palas, în arabă:فندق البالاس Funduk Al Balas) a fost o clădire construită la Ierusalim în anii 1928-1929 ai Mandatului britanic pentru Palestina, după planurile arhitecților turci Ahmed Kemaladdin și Mehmed Nihad Bey (Mehmet Nihat Nigizberk), din inițiativa Consiliului Suprem Islamic din Ierusalim. A fost cel mai mare proiect de constructii inițiat de reprezentanții arabilor în Palestina în timpul mandatului britanic.  El se afla la mai puțin de 1 km vest de Poarta Jaffa a Orașului vechi al Ierusalimului, în afara zidurilor cetății, la colțul actualelor străzi Agron și David Ben Shimon, vizavi de cimitirul musulman Ma'aman Allah (Mamilla) și bazinul Mamilla, la marginea actualui Parc al Independenței (Gan Haatzmaut). Din 1948 Hotel Palace s-a aflat împreună cu Ierusalimul de vest in perimetrul Ierusalimului de vest aparținând Israelului. În primii săi ani edificiul a servit scopul sau inițial, fiind un hotel de lux, ulterior  a devenit un imobil de birouri. La începutul secolului al XXI-lea clădirea a fost supusă unor lucrări de remont care au fost destinate să-i redea funcția de hotel.
Astăzi, fosta fațadă a hotelului, care a fost păstrată, reprezintă aripa centrală a Hotelului Waldorf Astoria din Ierusalim. Tot restul vechiului hotel a fost demolată și înlocuită. 
La origine hotelul a avut patru etaje. În partea dinspre stradă parterul avea niște arcade largi.  
A fost decorat cu lucrări în piatră în stil mameluc, asemuitoare cu cele din zidurile Orașului Vechi al Ierusalimului.

## Istoria

### Perioada Mandatului britanic
Înaltul Consiliu Islamic sub conducerea muftiului Ierusalimului, Hadj Amin Al Husseini a comandat construirea Hotelului Palace cu scopul de întări prezența arabă și islamică in Ierusalim, mai ales în afara zidurilor cetății, între altele, pentru a servi drept barieră între sectorul musulman și cartierele evreiești care s-au înmulțit în vestul orașului   
În 1927 muftiul a publicat concursul pentru întemeierea hotelului pe terenul aparținând wakfului musulman în sectorul Mamilla. După colectarea de fonduri pentru lucrări de restaurare la sanctuarul Cupola Stâncii și la Moscheea Al-Aqsa au rămas în mâinile muftiului fonduri care să permită construirea hotelului. Concursul a fost câștigat de compania de antreprenori Albina-Dunya-Kastinka, condusă de arabul creștin Joseph Pascal Albina și evreii Tuvya Dunya și Baruch Katinka. Lucrările au fost conduse de Dunya și Katinka, în vreme ce directorul companiei Albina a fost înlocuit de antreprenorul arab Sami Awad, asociat al companiei. Muftiul care a vizitat deseori șantierul obișnuia să discute cu Dunya și Katinka despre situația politică și relațiile dintre evrei și arabi în Palestina. Dunya și Katinka au fost secondați și de maistrul constructor A.Silkin. Această echipă a mai participat la proiecte de clădiri în Ierusalim, precum clădirea YMCA din Ierusalim și strada King David (David Hameleh). Ei au construit și casa personală a muftiului, devenită mai târziu Hotel Shepherd din cartierul Sheikh Jarrakh.
Proiectul concurent evreiesc al Hotelului King David (terminat în 1931) din apropiere i-a făcut pe constructori să se grăbească pentru a încheia mai repede lucrarea.
Pe șantier au lucrat 500 muncitori, din care 400 musulmani și circa o sută de evrei, care erau specializați în munca cu beton, fier și lemn, între ei numărându-se și artistul Shmuel Melnik care a creat picturile murale și cele de pe plafoane. 
Procesul de construcție a durat 13 luni, din noiembrie 1928 până în decembrie 1929. Deși în cursul excavațiilor s-au descoperit schelete care proveneau probabil din morminte musulmane, muftiul a ordonat să fie evacuate în secret pentru a nu opri lucrările. 
Și așa proiectul a avut potrivnici în opinia publică arabă, din cauza construirii lui pe un teren care ținea de vechiul cimitirul musulman  Ma'aman Allah (Mamilla) si din cauza administrației defectuoase a instituției și a bugetului el de către Înaltul Consiliu Islamic 
Primarul orașului, Raghib Al Nashashibi, rival al muftiului, a refuzat să conecteze hotelul la canalizarea municipală, și atunci Katinka a realizat un sistem autonom de pompare și purificare a apei, cu evacuarea pe teritoriul cimitirului din apropiere. Muftiul a aprobat aceasta, cu condiția ca lucrarea să fie păstrată în secret și să fie executată noaptea. 
Înaltul consiliu islamic a investit în clădire 70.000 lire palestiniene. Edificiul, de patru etaje, cu arcade la parter, și ferestre în formă de potcoavă în stil maur, avea un lobby impresionant, o colosală casă a scărilor cu stâlpi de marmură și un luminator (oberliht) octogonal , decorații cu arabescuri din marmură, trei ascensoare, lămpi în stil art deco , încălzire centrală, un restaurant de lux, 140 de camere, din care 45 suite cu săli de baie, cu facilități moderne în fiecare cameră, paturi cu baldachin și telefoane private.
 
Pe frontalul clădirii s-a montat o inscripție arabă bazată pe o poezie veche a poetului Abdallah Ibn Moawiya,ceea ce subliniază însemnătatea lucrării pentru ctitori: «Vom face și vom zidi noi așa cum au făcut și au zidit ei», făcându-se aluzie la cei care în secolul al VII-lea au zidit moscheile de pe Muntele Templului.  Spatele clădirii era, însă, simplu și fără ornamente.
Inaugurarea Hotelului a avut loc la 21 decembrie 1929, în prezența unor reprezentanți ai autorităților britanice, a unor notabili arabi și evrei. Muftiul Amin al Husseini a rostit un discurs,în care, între altele, a lăudat pe antreprenorii Dunya și Katinka pentru rapiditatea cu care au lucrat. Înaltul Consiliu Islamic a încredințat conducerea hotelului lui George Barsky, hotelier evreu, care conducea și Hotelul Palatin din Tel Aviv, Hotelul Fast de lângă zidurile cetății din Ierusalim, precum și Hotelul Mount Carmel din Haifa, dar care în anii următori a avut probleme financiare grave. 
Hotelul Palace a funcționat ca atare până în 1934-1935, când a fost închis din cauza grelei concurențe cu Hotelul King David. Muftiul Amin al Husseini și-a menținut si mai departe biroul din incinta lui .Rivalii l-au acuzat de risipă și nereguli financiare.
După închiderea hotelului, clădirea a fost luată în arendă de Guvernământul britanic în Palestina și folosită ca imobil de birouri civile si militare britanice. Aici s-au instalat oficiile cadastrului, departamentul agricol și de supraveghere a industriei, Din 30 martie 1936 din această clădire au început emisiunile postului de radio britanic Vocea Ierusalimului (Kol Yerushalaim și Huna Al Kuds). În 1939 studiourile de radio au fost transferate într-o clădire aparte, pe strada Melisenda - Heleni Hamalka. După ce clădirea a devenit guvernamentală, autoritățile britanice cu astupat arcadele de teama unor atentate teroriste.
Comisia Peel, convocată de guvernul britanic pentru a ancheta asupra Revoltei arabe din 1936-1938, si-a stabilit sediul în sala mare a hotelului. Acolo au fost audiați, între altele, cu usile închise Înaltul Comisar al Palestinei și secretarul său. Conducătorii populației evreiești (denumită și Ishuv) au cerut ajutorul antreprenorului Katinka (care era membru în mișcarea de rezistență evreiască Hagana)  a inginerului Feinsud pentru a putea înregistra în taină dezbaterile comisiei.

## În Statul Israel
La sfârșitul Războiului de Independență al Israelului în 1949 odată cu controlarea Ierusalimului de vest de către Israel, clădirea Hotelului Palace a fost expropriată de noul stat evreiesc, continuând să servească mai multe ministere. Aici s-a stabilit Ministerul Aprovizionării și Raționalizării condus de ministrul Dov Yosef. Apoi a trecut în mâinile Ministerului Industriei și Comerțului. O perioada de mai multi ani clădirea a fost abandonată și s-au aciuiat în ea oameni de la marginea societății, inclusiv drogați, persoane fără adăpost, episod evocat sub numele „Căminul de artiști ai lui Pesah” în cartea scriitorului israelian David Grossman „Cineva cu care să fugi de acasă” (2006).
În 1981 s-a aprobat planul de reabilitare a clădirii, care a inclus refolosirea lui ca spațiu hotelier, distrugerea anexelor construite mai târziu și reextinderea lui după proiectul de conservare.
Aplicarea planului s-a tărăgănat, timp în care clădirea a continuat să servească Ministerului Industriei și Comerțului. În 1999 Oficiul pentru dezvoltarea Ierusalimului a organizat un concurs pentru reabilitarea hotelului și a vămii vecine, pe care l-a câștigat compania Regency, dar izbucnirea celei de-a Doua Intifade a împiedicat traducerea proiectului la realitate.  
În 2005 Ministerul Industriei și Comerțului a părăsit în sfârșit edificiul mutându-se în cartierul guvernamental Kiriya. Oamenii de afaceri habotnici Frații Reichmann au cumpărat cu 20 milioane de dolari drepturile de dezvoltare ale imobilului de la compania Regency.

### Hotelul Waldorf Astoria, Ierusalim
În 2008 fratii Reichmann au semnat un acord cu rețeaua de hoteluri Hilton pentru exploatarea a clădirii sub logoul  Waldorf Astoria.

După lucrări de renovare de o mare amploare inițiate la fostul Hotel Palace de compania fratilor Reichmann în aprilie 2014 s-a deschis cel dintâi Hotel Waldorf Astoria din Israel. Investiția s-a cifrat la 100 milioane de dolari. 

### Evenimente
- august 1929 -  Tulburările arabe din Ierusalim, nu au împiedicat continuarea lucrărilor [4]
- 1933 și 1934 în hotel au fost organizate Expoziții   Panarabe
- Clădirea Hotelului Palace a servit ca arenă de filmări pentru filmul american Marele Unu Roșu  (The Big Red One) al regizorului Samuel Fuller (1980), pentru filmul american de televiziune A Woman Called Golda (1982) și pentru filmul israelian „Mishehu larutz ito” (Cineva cu care să fugi de acasă, după romanul lui David Grossman) (2006, în care hotelul apare în postura de „Căminul de artiști ai lui Pesah”)

## Galeria

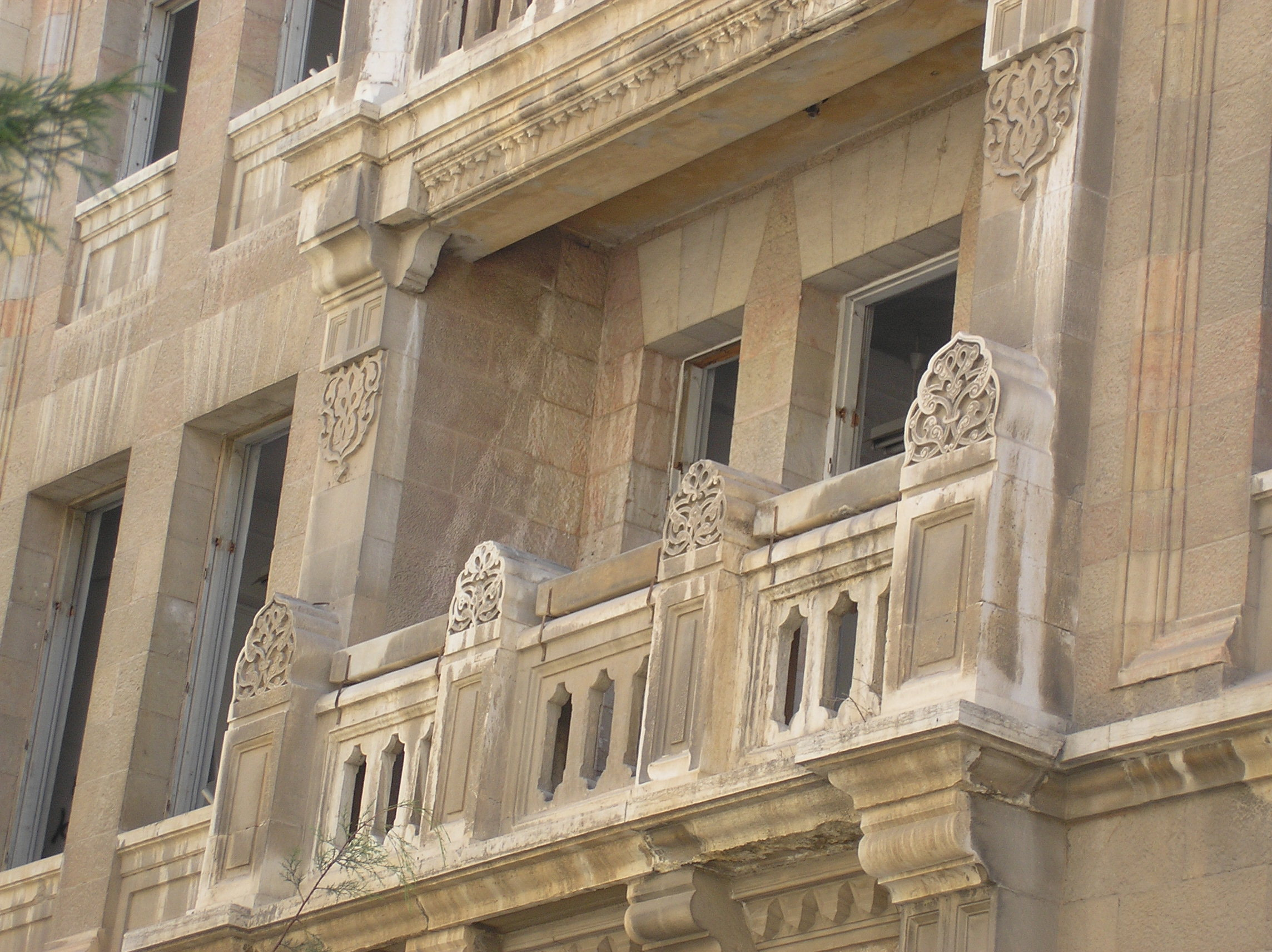
Balcon de la etajul I, 2007
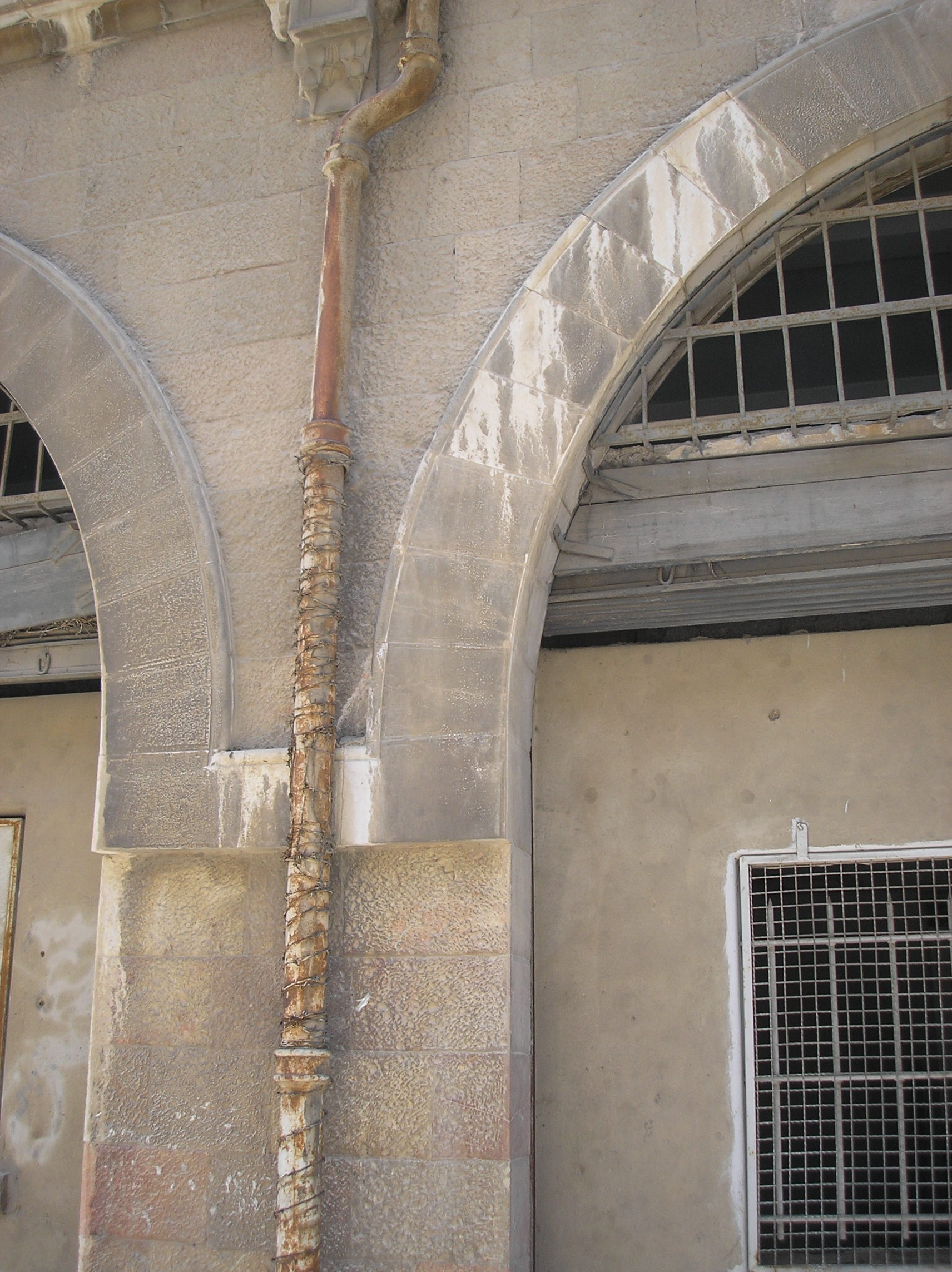
Rămășițe ale unor sârme ghimpate așezate pentru a împiedica ascultarea dezbaterilor comisiei Peel, 2007
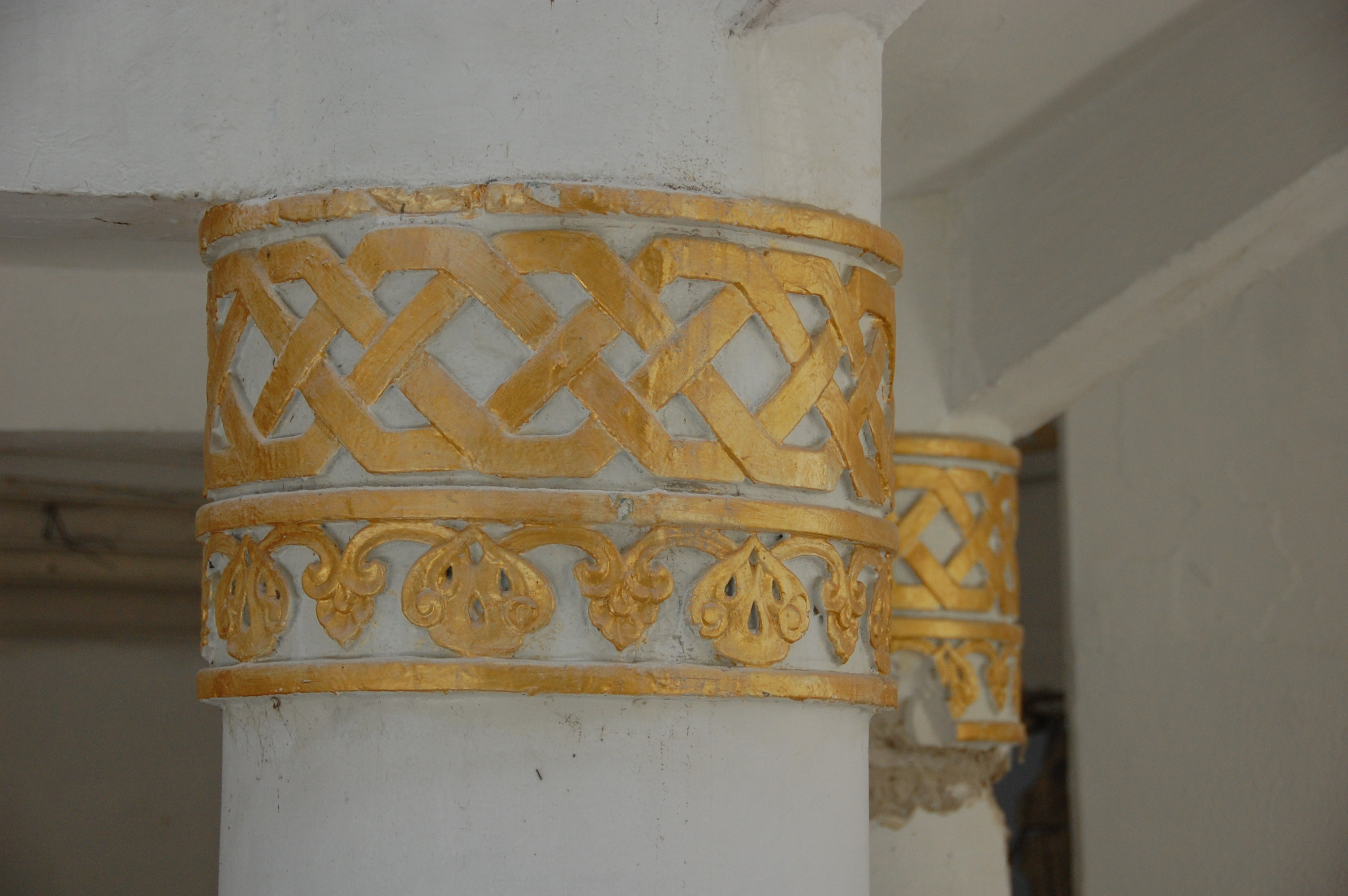
Decorații pe un stâlp, 2007
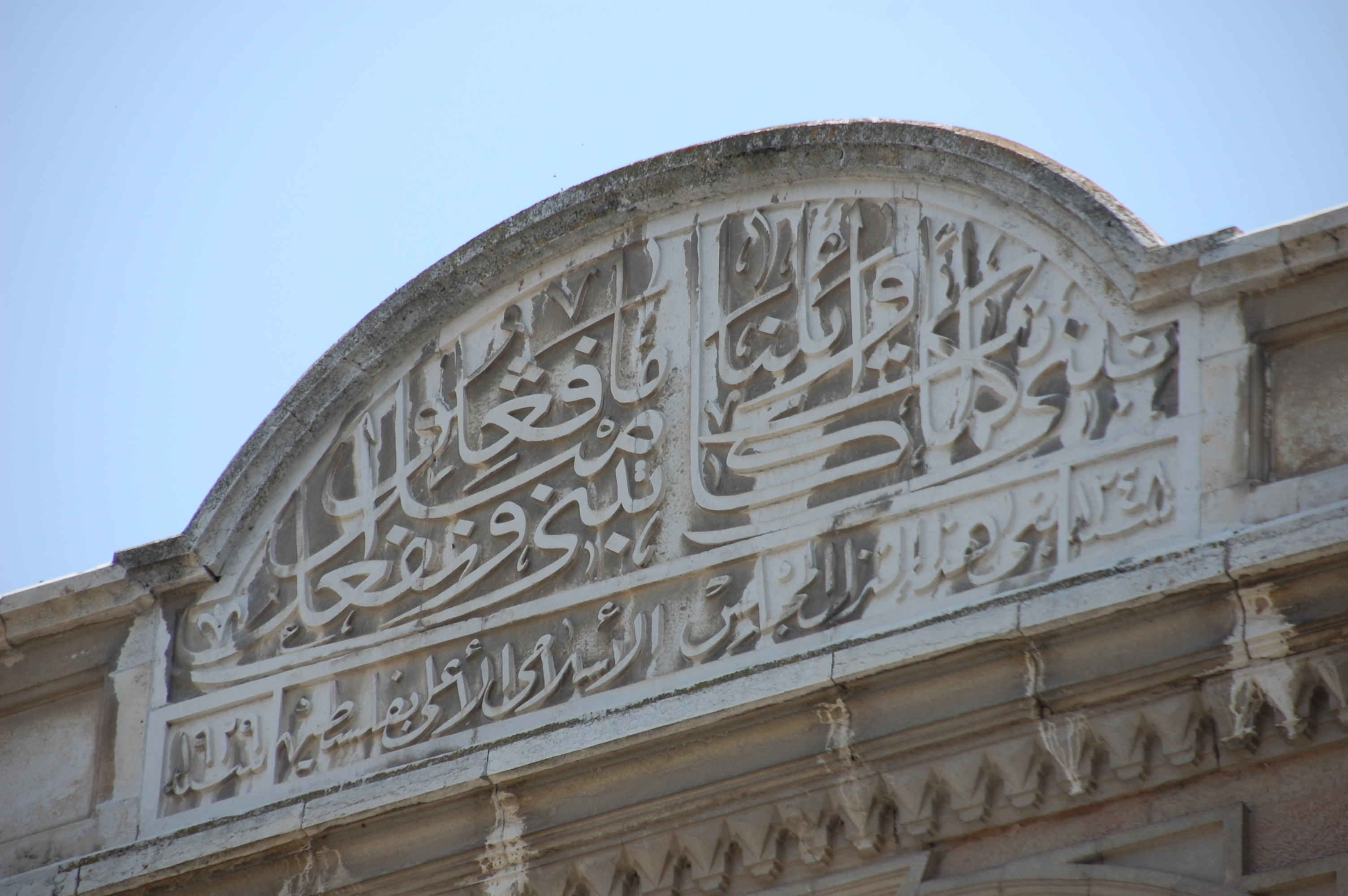
Inscripția în limba arabă pe frontonul hotelului, 2007
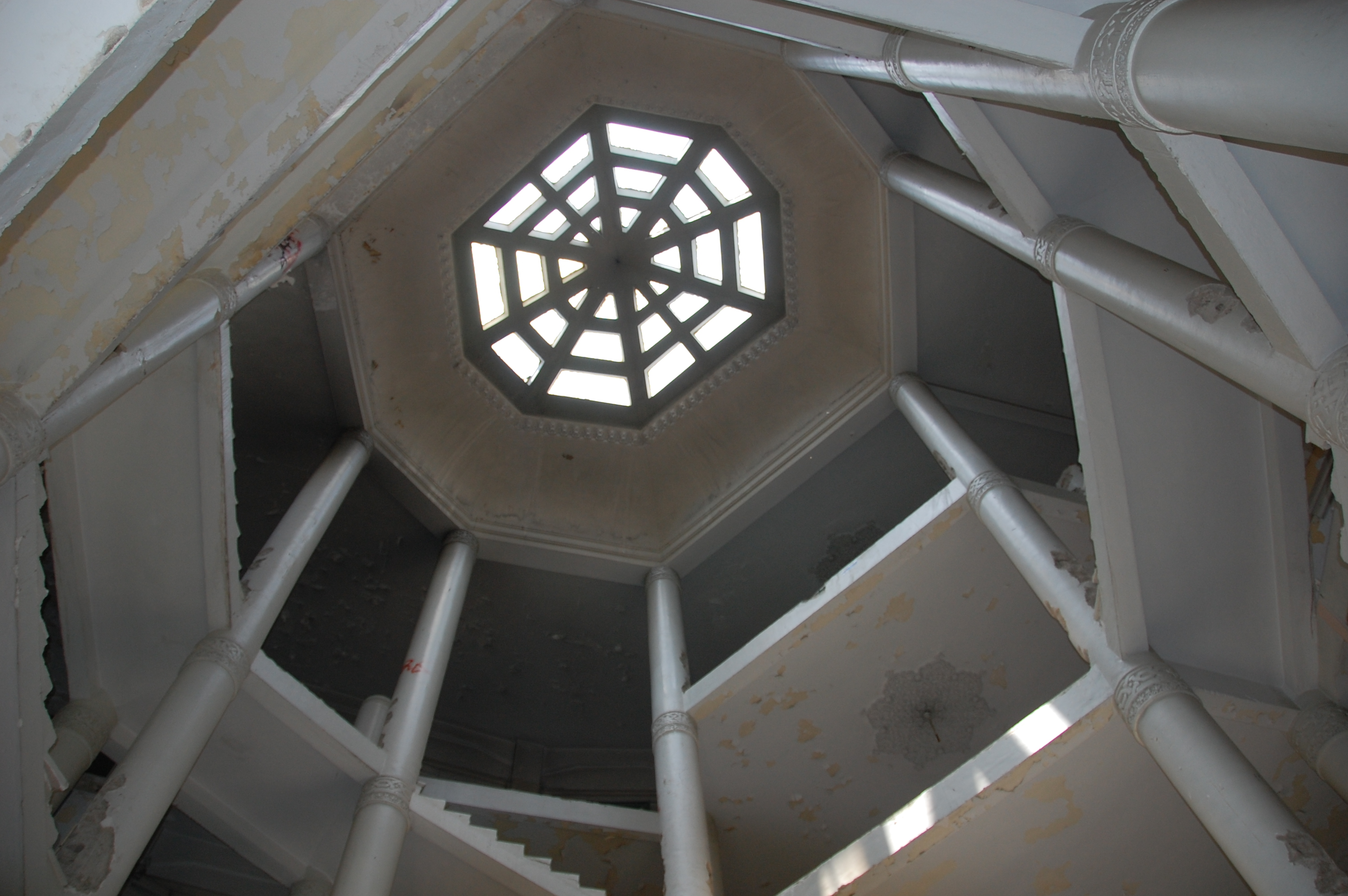
Vedere spre plafonul lobby-ului
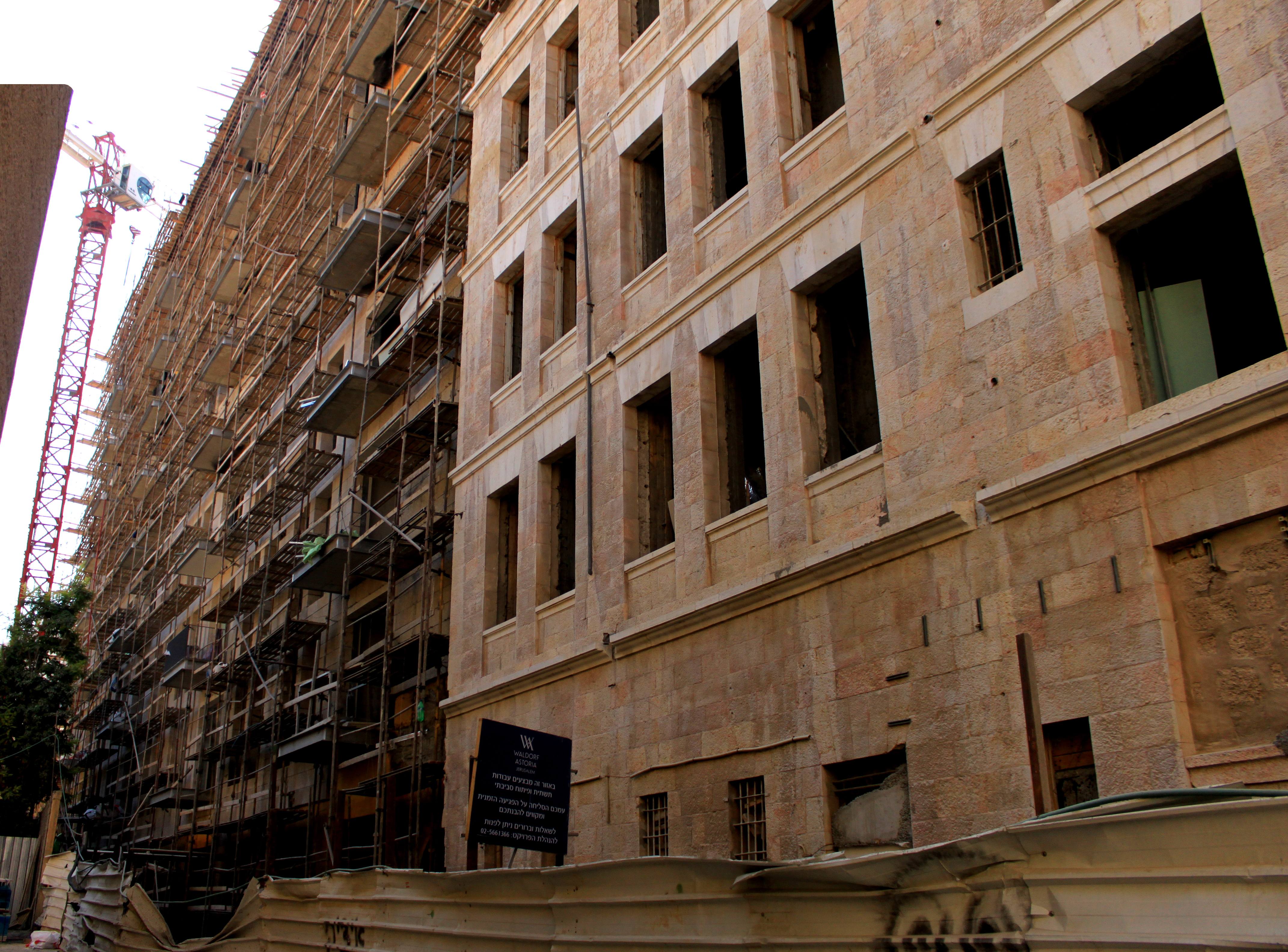
Vedere din restaurarea în preajma  deschiderii Hotelului Waldorf-Astoria, iulie 2011
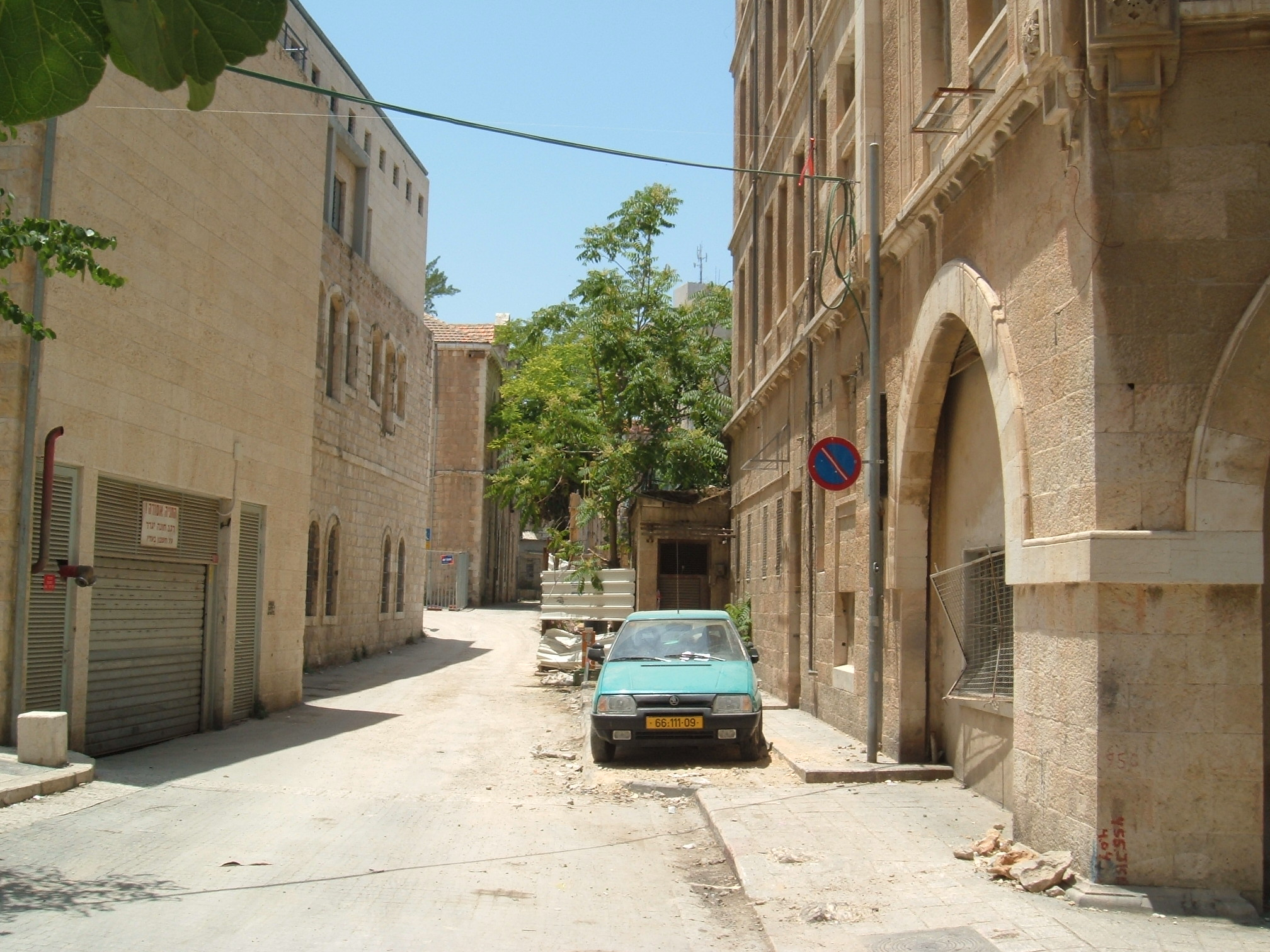
Strada Ben Shimon în cartierul Mahane Yehuda, la dreapta vedere din spate a Hotelului Palace, 2007